# ۶۷۷ (خورشیدی)
۶۷۷ ششصد و هفتاد و هفتمین سال هجری خورشیدی است.